# Adrian Holmes
Adrian Holmes (nacido el 31 de marzo de 1974) es un actor canadiense nacido en Gales. Su trabajo más conocido lo hizo en la  serie televisiva de Bravo 19-2, por el que ganó un Premio de Pantalla canadiense para Mejor Actor en una serie dramática en el 2017.

## Primeros años
Holmes nació en Wrexham, en Gales Del norte. Él se trasladó con su familia a a Vancouver, Columbia Británica cuando tenía cinco. Estudió enfermería en la Universidad Langara, en parte para apaciguar a su madre, ya que sentía, que necesitaba un plan de reserva, si su carrera como actor iba a fracasar.

## Carrera
Adrian Holmes se interesó por la carrera como actor desde que era ya niño. Él tuvo una carrera larga, que ya dura 27 años. Sus papeles más famosos los obtuvo en obras para televisión, como Basqat en Smallville, Marcus Mitchell en Verdadera Justicia y Frank Pike en Flecha. Su interpretación más  notable es la de Nick  Barron en la versión inglesa de 19-2 en Bravo, el cual le dio un Premio de Pantalla canadiense para una obra dramática para Mejor Actor en el 2017. También participó en películas de televisión como Supervolcán (2005). Su trabajo en películas de cine incluye Caperucita Roja: ¿a quién tienes miedo? (2011), Elysium (2013) y La Cabina en el Bosque.

## Filmografía
- Giro en el Viento (1991)
- Jinete de neón (1991)
- Highlander: La Serie (1992–1993) en 2 episodios: La Bruja de Mar (1992) cuando "Niño de Calle" y Estar en cartelera Vuestra Vida (1993) cuando "Johnny"
- La Única Manera Fuera (1993)
- Fuego en el Corazón (1994)
- M.A.N.T.I.S. (1994)
- Hombre de noche (1999)
- Hermandad de Asesinato (1999)
- The Outer Limits (1996–2000)
- Stargate SG-1 (2002–2006)
- Meltdown (2004)
- Def Mermelada: Lucha por NY (2004)
- Smallville (2005–2006, 2009–2010)
- La Sala de Ciudad Da Vinci (2006)
- Ruedas calientes AcceleRacers (2005)
- Supervolcán (2005)
- Godiva Es (2005–2006)
- La Evidencia (2006)
- El Cuerpo Duro (2006)
- Gusta Mike 2: Streetball (2006)
- Laguna negra (2006)
- Gritos en la Oscuridad (2006)
- Ice Blues (2008)
- Bratz Girlz Realmente Rock (2008)
- Daño (2009)
- Caza para Matar (2010)
- Frankie & Alice (2010)
- Wrecked (2011)
- Caperucita Roja: ¿a quién tienes miedo? (2011)
- Flecha (2012–2018)
- Primeval: Nuevo Mundo (2012)
- Battlestar Galactica: Sangre & Chrome (2012)
- La Cabina en el Bosque (2012)
- Culto (2013)
- Elysium (2013)
- 19-2 (2014, adaptación inglesa)
- Depura (2014)
- Una Historia de Horror de Navidad (2015)
- Impastor (2016)
- Barrow: Luchador por la libertad (2016)

## Premios y nominaciones
- 2014: Premios Leo (Una Nominación)
- 2016: Canadian Screen Awards (Una Nominación)
- 2017: Premios Leo (Una Nominación); Canadian Screen Awards (Un Premio)